# Pusana
Pusana es un género de saltamontes de la subfamilia Oedipodinae, familia Acrididae, y está asignado a la tribu Acrotylini. Este género se distribuye en el subcontinente indio.

## Especies
Las siguientes especies pertenecen al género Pusana:
- Pusana chayuensis (Yin, 1984)
- Pusana laevis (Uvarov, 1921)
- Pusana rugulosa (Uvarov, 1921)